# Коростелёво (Владимирская область)
Коростелёво — деревня в Судогодском районе Владимирской области России, входит в состав Вяткинского сельского поселения.

## География
Деревня расположена близ пойменного Коростелевского озера в 18 км на юго-запад от центра поселения деревни Вяткино, в 23 км на юго-запад от Владимира и в 45 км к северо-западу от райцентра Судогды.

## История
В конце XIX — начале XX века деревня входила в состав Подольской волости Владимирского уезда. В 1859 году в деревне числилось 25 дворов, в 1905 году — 40 двора, в 1926 году — 59 хозяйств.
С 1929 года деревня входила с состав Улыбышевского сельсовета Владимирского района, с 1965 года — Судогодского района.

## Население
| 1859 | 1905 | 1926 | 2002 | 2010 | 2021 |
| ---- | ---- | ---- | ---- | ---- | ---- |
| 152  | ↗239 | ↗274 | ↘29  | ↗42  | ↘18  |